# Idaea wehrlii
Idaea wehrlii är en fjärilsart som beskrevs av Louis Beethoven Prout 1934. Idaea wehrlii ingår i släktet Idaea och familjen mätare. Inga underarter finns listade i Catalogue of Life.